# Atletiek op de Paralympische Zomerspelen 2024 - 100 m vrouwen T37
De 100 meter voor vrouwen klasse T37 op de Paralympische Zomerspelen 2024 vond plaats op 3 september (series) en 4 september (finale) in het Stade de France. Deze klasse is voor atletes met cerebrale parese Deze atletes hebben bewegings- en coördinatieproblemen aan één lichaamshelft. Ze kunnen goed bewegen aan hun dominante kant van hun lichaam. De winnares van 2020 was Wen Xiaoyan uit de China, zij wist in 2024 haar titel te prolongeren. Taylor Swanson uit de Verenigde Staten behaalde het zilver en de bronzen medaille was voor haar landgenote Jaleen Roberts.

## Records
Voorafgaand aan het toernooi waren dit de wereldrecords en Paralympische records.
| Wereldrecord        | China Wen Xiaoyan | 12.27 | Kobe  | 21 mei 2024      |
| Paralympisch record | China Wen Xiaoyan | 13.00 | Tokio | 2 september 2021 |

## Series
De eerste drie van beide series kwalificeerden zich direct voor de finale. Van de overgebleven atletes kwalificeerden bovendien de twee snelsten zich voor de finale.

#### Serie 1
| Rang | Baan | Naam              | Naam | Tijd  | Bijz. |
| ---- | ---- | ----------------- | ---- | ----- | ----- |
| 1    | 7    | Taylor Swanson    | USA  | 13.16 | Q     |
| 2    | 4    | Jiang Fenfen      | CHN  | 13.40 | Q     |
| 3    | 6    | Sheryl James      | RSA  | 13.69 | Q     |
| 4    | 3    | Viktoriia Slanova | NPA  | 13.70 | q     |
| 5    | 5    | Aorawan Chimpaen  | THA  | 15.25 |       |
| 6    | 8    | Laura Burbulla    | GER  | 15.33 | SB    |

### Serie 2
| Rang | Baan | Naam                | Naam | Tijd  | Bijz. |
| ---- | ---- | ------------------- | ---- | ----- | ----- |
| 1    | 4    | Wen Xiaoyan         | CHN  | 12.86 | Q, PR |
| 2    | 6    | Jaleen Roberts      | USA  | 13.34 | Q, SB |
| 3    | 5    | Mandy Francois-Elie | FRA  | 13.52 | Q     |
| 4    | 7    | Nataliia Kobzar     | UKR  | 13.55 | q, SB |
| -    | 3    | Elena Tretiakova    | NPA  | DNS   |       |

## Finale
| Rang   | Baan | Naam                | Naam | Tijd  | Bijz. |
| ------ | ---- | ------------------- | ---- | ----- | ----- |
| Goud   | 6    | Wen Xiaoyan         | CHN  | 12.52 | PR    |
| Zilver | 7    | Taylor Swanson      | USA  | 13.19 |       |
| Brons  | 5    | Jaleen Roberts      | USA  | 13.29 | SB    |
| 4      | 4    | Jiang Fenfen        | CHN  | 13.34 |       |
| 5      | 8    | Mandy Francois-Elie | FRA  | 13.67 |       |
| 6      | 2    | Nataliia Kobzar     | UKR  | 13.70 |       |
| 7      | 9    | Viktoriia Slanova   | NPA  | 13.82 |       |
| 8      | 3    | Sheryl James        | RSA  | 13.90 |       |